# Sarcophaga freidbergi
Sarcophaga freidbergi är en tvåvingeart som beskrevs av Andy Z. Lehrer 2001. Sarcophaga freidbergi ingår i släktet Sarcophaga och familjen köttflugor. Inga underarter finns listade i Catalogue of Life.